# Аббевилл (Южная Каролина)
Аббевилл (англ. Abbeville) — город в США на северо-западе штата Южная Каролина, административный центр одноимённого округа. 5,8 тыс. жителей (2000). По оценке 2017 года занимает 63-ю строчку в списке самых населённых городов штата.
Назван французскими мигрантами в честь города Абвиль в Северной Франции. Торговый центр. Текстильная промышленность, зерноводство, производство хлопкового масла. В этих местах родился и практиковал как юрист Джон Калхун. Город вошёл в историю как «Колыбель Конфедерации», — 22 ноября 1860 здесь состоялось первое совещание сторонников Сецессии, но здесь же, по иронии судьбы, состоялось и последнее заседание кабинета министров Джефферсона Дэвиса (2 мая 1865). Аббевиллская опера (1908) была в своё время известным водевилем.